# Championnats d'Europe d'aviron 1955 (Gand)
Pour les épreuves féminines, voir Championnats d'Europe d'aviron 1955 (Bucarest).
 (mars 2024).
Si vous disposez d'ouvrages ou d'articles de référence ou si vous connaissez des sites web de qualité traitant du thème abordé ici, merci de compléter l'article en donnant les références utiles à sa vérifiabilité et en les liant à la section « Notes et références ».
Navigation
Édition précédente Édition suivante
Les épreuves masculines des championnats d'Europe d'aviron 1955, suite de la quarante-cinquième édition des championnats d'Europe d'aviron, ont eu lieu du 25 au 28 août 1955 à Gand, en Belgique. Les épreuves féminines avaient eu lieu plus tôt dans le mois en Roumanie.